# Enel Melberg
Enel Melberg, född 21 september 1943 i Reval, Rikskommissariatet Ostland (idag Tallinn, Estland), är en svensk författare och översättare.

## Biografi
Enel Melberg kom till Sverige som ettåring 1944. Hon växte upp i Göteborg, där fadern var metallarbetare. 
Hon är idag bosatt i Oslo och i Värmland och är verksam både som författare och översättare från estniska och norska. Hon har skrivit ett flertal böcker, varav den i Sverige mest kända är debutromanen Modershjärtat 1977. I Norge, där hennes senaste romaner har kommit ut först, är Herr Brecht og hans kvinner (1999, Gyldendal) och Separator (2012, Samlaget) mest kända.
Enel Melbergs feministiska gärning tog sin början under 1970-talet, då hon var aktiv i Föreningen Kvinnokultur och umgicks i kretsen kring Grupp 8. Hon var dock själv aldrig medlem i den senare. Hon deltog också i den så kallade proletärfeministgruppen, som skrev antologin Vardagsslit och drömmars språk. Antologin behandlade kvinnliga arbetarförfattare och bidrog till att uppmärksamma de kvinnliga arbetarförfattarnas del i arbetarlitteraturen.
Hon är gift med litteraturvetaren Arne Melberg, och de har tillsammans två barn. Hon är ledamot av Värmländska Akademien.

## Författarskap
Ett viktigt tema i debutromanen Modershjärtat är modersuppror och relationen mellan mor och dotter, ett tema som var relativt nytt under 1970-talet och även förekom i andra verk under samma period, däribland Inger Alfvéns Dotter till en dotter. Enel Melbergs tredje roman Nyckelpiga flyg skrev hon enligt egen utsago som ett led i att försonas med sin egen mor. Romanen Separator, som kom ut i Norge 2011 och i Sverige 2012, ger en bakgrundsteckning till detta tema och handlar i övrigt om exil, språk och identitet.
Modershjärtat har behandlats i Immi Lundins avhandling Att föra det egna till torgs. Berättande, stoff och samtid i Kerstin Strandbergs, Enel Melbergs och Eva Adolfssons debutromaner (2012).
Enel Melbergs böcker har översatts till norska, danska, tyska och estniska.

## Priser och utmärkelser
- 2008 – Estniska kulturfondens översättarpris
- 2010 – Sverigeesternas kulturpris
- 2012 – Svenska Akademiens översättarpris[3]
- 2024  - Estniska kulturfondens översättarpris

### Norsk utgivning
- Dyret som ikke finnes. 1997
- Herr Brecht og hans kvinner. 1999
- En landsby i Provence. Tillsammans med Arne Melberg. 1999
- I tid og evighet. En operaroman. 2001
- Separator. 2011
- Skyggen av en modell. 2012

### Barn- och ungdomsböcker
- Sagornas öar. 1982
- Björnen sover. 1989
- Tecknen på trädet. 1989

### Översättningar
- Ödets leksak (av Heinrich Laretei) 1991
- På gränsen som inte finns (av Jaan Kaplinski) 1993
- Gränsland (av Emil Tode) 1995
- Segern vid Narva (av Margus Laidre) 1996
- Jag älskade en ryss (av Maimu Berg) 1997
- Titanic och isen (av Jaan Kaplinski) 1997
- Nordisk kvinnolitteraturhistoria I–V (översättning av danska och norska bidrag samt egna bidrag) 1993–1996
- Hektor/Ögat (av Jaan Kaplinski) 2003
- Lyrikens liv (av Christian Janss m.fl.) 2005
- Sången om kriget (av Hella Wuolijoki) 2007
- Gnistor i askan (av Marie Under) 2007
- Historien om den vita kråkan (av Betti Alver) 2007
- På stället flyg (av Jaan Kross) 2007
- Ode till en skjuten räv (av Helga Nõu) 2007
- Samma flod (av Jaan Kaplinski) 2009
- Estetik: en introduktion (av Kjersti Bale) 2010